# 혜화동성당
혜화동성당(惠化洞聖堂)은 서울 종로구에 위치한 성당이다.

## 개요
1927년 4월 29일 설립되었으며 초대 주임신부로 시잘레 베드로 신부가 부임하였다. 당시 백동(현 혜화동)에 있던 베네딕도회의 수도원이 함경도로 이전하자 이 건물을 매입하여 본당으로 사용하였다.
1960년 설립 당시 본당이 있던 자리에 이희태(李喜泰)가 설계해 새로 건립한 강당형 성당 건물이다.
직사각형의 화강암 석재로 외벽을 마감했으며 입구 앞에 넓은 홀을 설치했다. 성당 정면 현관 위에는 화강석 부조인 《최후의 심판도》가 있다. 1961년 김세중(金世中) 서울대학교 교수가 조각한 것으로 성경 구절과 함께 예수를 중심으로 4명의 복음서 저자 상징이 좌우에 자리 잡고 있다. 또 제대 앞 오른쪽 벽면에는 《103위 순교 성인화》(285cm×330cm)가 걸려 있다. 1977년 문학진이 103위 성인 각각의 표정을 특색 있게 그린 것이다.
붉은 벽돌로 쌓은 종탑의 대비를 통한 균형미, 비대칭의 구성 등은 당시 고딕양식의 가톨릭 성당 건축의 정형화된 틀을 깬 양식으로 이후 근대적 성당 건축의 모형이 되었다고 할 수 있다. 종교사적·건축사적 가치가 있는 건축물이다. 서울특별시 종로구 혜화동 58-2번지에 있다.

## 연혁
- 1927. 4. 29. 백동(혜화동) 본당 설립. 파리외방 전교회의 지사원(Chizallet, 베드로)신부 초대주임으로 임명
- 1929 서기창(프란치스코)신부 제2대 주임으로 부임
- 1929. 5. 백동 가톨릭 합창단 창단
- 1929 혜화동 청년 친우회 발족, 백동성당 강복식과 낙성식
- 1929 - 1933 '안나회', '여자 성가대', '혜화동 소년회' 설립
- 1936   오기선(요셉)신부 제3대 주임으로 부임
- 1937   혜화유치원 설립인가
- 1939   파리 외방 전교회의 성재덕(Singer, 베드로)신부 제4대 주임으로 부임
- 1942   제기동 본당 분할(첫번째 자본당)
- 1943   성가 소비녀회
- 1945   미아리 본당 분할(두번째 자본당)
- 1948   메리놀외방전교회의 기후근(Craig, 후고)신부 제5대 주임으로 부임
- 1948 도(Duffy, 파트리치오)신부 제6대 주임으로 부임
- 1950 정원진(루가)신부 제7대 주임으로 부임
- 1952.4.25 본당설립 25주년 은경축
- 1955 돈암동 본당 분할(세번째 자본당)
- 1959  장금구(크리소스토모) 신부 제8대 주임으로 부임
- 1960. 6.25 신축성당 완공축성식
- 1962   류수철(도미니코) 신부 제9대 주임으로 부임
- 1965   수녀원 준공 축성
- 1968   이계중(요한)신부 제10대 주임으로 부임
- 1969   병인박해 순교자 24위 시복식
- 1973   박귀훈(요한)신부 제11대 주임으로 부임 , 사목위원회 구성
- 1975   성북동 본당 분할(네번째 자본당)
- 1975   박희봉(朴喜奉, 이시도로)신부 제12대 주임으로 부임, '순교 복자 79위 시복 50주년 기념 사제관' 준공 축성식
- 1977   '백동반세기'(혜화동 50년사) 발간, 103위 순교 복자 성화 제막 및 축성(김수환 추기경 집전, 문학진제작) 본당 창설 50주년 금경축 기념행사
- 1980   이기명(프란치스코 사베리오)신부 제13대 주임으로 부임, 평신도 사도직 협의회 구성
- 1981   은총의 모후 꾸리아 설립, 신축 수녀원 완공 축성식, 조선교구 설정 150주년 기념 전국 신앙대회
- 1983   교육관 완공 축성식
- 1984   한국천주교회 창설 200주년 기념 신앙 대회 및 103위 한국 성인 시성식 거행
- 1985   이상훈(리노) 신부 제14대 주임으로 부임
- 1987   본당 창설 60주년 기념행사 , 파이프 오르간 축성, 백동 60년사 발간
- 1989   세계 제44차 성체대회 참석, 지하성당 완공
- 1991   박순재(라파엘)신부 제15대 주임으로 부임
- 1995   염수의(요셉)신부 제16대 주임으로 부임
- 1996   김대건 신부 150주년 기념 신앙대회
- 1996   우리와 함께 머무소서 (성 미술 도록) 출판
- 1997   분도의 집 완공 축성식 , 백동70년사 발간, 본당70주년 기념행사
- 1998   제 4지구장 본당으로 승격, 나원균(바오로)신부 제17대 주임 겸 제4지구 초대 지구장으로 부임 2000년을 맞이하는 새 날 새 삶운동 전개
- 2003   김철호(바오로)신부 제18대 주임 겸 제4지구 지구장으로 부임
- 2008   최동진(베르나르도)신부 제19대 주임 겸 제4지구장으로 부임
- 2013   이재룡(시몬) 신부 제20대 주임 겸 제4지구장으로 부임
- 2016   홍기범(바오로) 신부 제21대 주임 겸 제4지구장으로 부임
- 2021   고준석(토마스데아퀴노) 신부 제22대 주임으로 부임

## 미사 시간
평일 미사
| 요일      | 미사시간            |
| --------- | ------------------- |
| 월요일    | 06:00               |
| 화~목요일 | 06:00, 10:00, 19:00 |
| 금요일    | 06:00, 19:00        |
| 토요일    | 06:00               |

주일 미사
| 요일   | 미사시간                                                         |
| ------ | ---------------------------------------------------------------- |
| 토요일 | 19:00(특전,중고등부)                                             |
| 주일   | 06:00, 09:00, 11:00(교중미사), 16:00(어린이), 18:00(청년), 21:00 |